# Opi (Abruzos)
Opi é uma comuna italiana da região dos Abruzos, província de Áquila, com cerca de 460 habitantes. Estende-se por uma área de 49 km², tendo uma densidade populacional de 9 hab/km². Faz fronteira com Civitella Alfedena, Pescasseroli, San Donato Val di Comino (FR), Scanno, Settefrati (FR).

## Demografia
| Variação demográfica do município entre 1861 e 2011                               |
|                                                                                   |
| Fonte: Istituto Nazionale di Statistica (ISTAT) - Elaboração gráfica da Wikipedia |